# Кондекур
Кондекур (фр. Condécourt) је насељено место у Француској у региону Париски регион, у департману Долина Оазе.
По подацима из 2011. године у општини је живело 557 становника, а густина насељености је износила 80,26 становника/km².

## Демографија
| 1962. | 1968. | 1975. | 1982. | 1990. | 2011. |
| ----- | ----- | ----- | ----- | ----- | ----- |
| 275   | 341   | 378   | 511   | 532   | 557   |